# Marguerite de Béthune
Marguerite de Béthune (1595 - 21 octobre 1660) est la fille de Maximilien de Béthune, duc de Sully, et de sa seconde épouse Rachel de Cochefilet.

## Biographie
Elle épouse le duc Henri II de Rohan en 1605. Leur fille unique, Marguerite, née en 1617, hérite du duché à la mort de son père en 1638 et devient duchesse de Rohan suo jure. La succession est cependant troublée par l'existence d'un fils bâtard de Marguerite, Tancrède de Rohan (1630-1649), fruit de sa liaison avec le duc de Candale et élevé secrètement en Hollande. Elle tente de le faire reconnaître comme héritier de son mari mais est déboutée par un arrêt du parlement de Paris en 1646. Le jeune homme meurt dans une embuscade au moment où il allait se pourvoir contre ce jugement. En 1625, lors de la rébellions huguenotes, elle se trouve à Castres sans son mari et doit assurer la défense de la cité contre les troupes royales du Maréchal de France Pons de Lauzières-Thémines. Pour mener à bien la défense, elle choisit Jacques de Rozet baron de la Nogarède, déjà âgé et ayant perdu une jambe au combat. La ville ne tomba pas aux mains des troupes royales.

## Sources
1. ↑  « Histoires Protestantes | RCF Occitanie », sur www.rcf.fr (consulté le 7 juin 2024)

- Manifeste pour Madame la duchesse douairiere de Rohan (pour prouver l'existende de son fils Tancrède.- Raisons du renvoy à la Grand' Chambre.- Responses au factum de Madame la Duchesse Douairiere de Rohan), Paris, Chez Edme Pepingué, 1646 (lire en ligne)